# Gotlandbecken

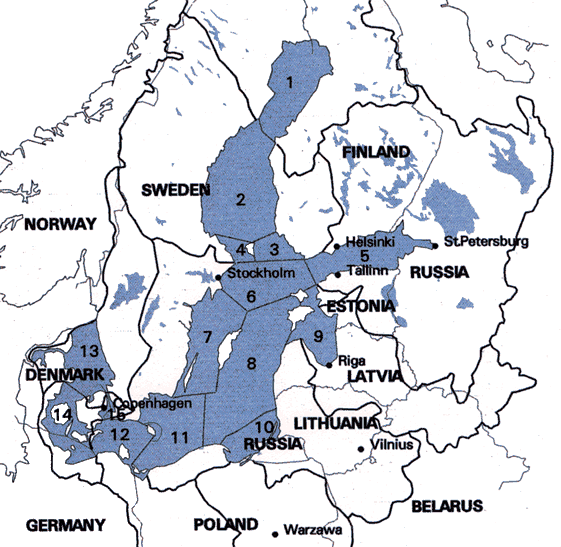
Karte der Hauptbecken der Ostsee: Nummer 7 entspricht dem westlichen Gotlandbecken und Nummer 8 dem östlichen Gotlandbecken.

Das Gotlandbecken ist eines der Hauptbecken der Ostsee. Das Becken ist gegliedert in das westliche und das östliche Gotlandbecken, wobei sich das westliche Gotlandbecken von der Westküste der Insel Gotland bis zur Ostküste Schwedens und das östliche Gotlandbecken von der Ostküste Gotlands bis ans Baltikum erstreckt.
Der tiefste Punkt des östlichen Beckens ist das Gotlandtief mit einer Tiefe von 249 Metern unter dem Meeresspiegel. Der westliche Teil des Gotlandbeckens beherbergt den tiefsten Punkt der Ostsee, das Landsorttief, das 459 Meter unter dem Meeresspiegel liegt.
Das Gotlandbecken ist eine der tiefsten sauerstofffreien Zonen der Ostsee. Durch den seltenen Austausch des Wassers am Meeresboden wird der dortige Sauerstoff verbraucht und Schwefelwasserstoff entsteht. Dies führt zum Tod aller Lebewesen am Meeresboden und in den unteren Wasserschichten und damit zur Entstehung einer sogenannten „Todeszone“. Diese Todeszonen können nur durch den Einfluss von neuem, sauerstoffreichen Wasser wiederbelebt werden.